# 丝瓣剪秋罗
丝瓣剪秋罗（学名：Lychnis wilfordii）为石竹科剪秋罗属下的一个种。

## 扩展阅读
維基物種上的相關：丝瓣剪秋罗